# Kurarua concinna
Kurarua concinna är en skalbaggsart som beskrevs av Holzschuh 1991. Kurarua concinna ingår i släktet Kurarua och familjen långhorningar. Inga underarter finns listade i Catalogue of Life.